# The Knapsack, the Hat, and the Horn
The Knapsack, the Hat, and the Horn ist ein Jazzalbum von Hein Westgaard, Katt Hernandez und Raymond Strid. Die am 16. Juni 2022 im Studio von Jon Fält in Gävle entstandenen Aufnahmen erschienen am 23. Februar 2024 auf dem Label Gotta Let It Out.

## Hintergrund
The Knapsack, The Hat and The Horn ist ein Album voller Improvisationen in akustischer Umgebung mit dem norwegischen, in Kopenhagen lebenden Gitarristen Hein Westgaard, der US-amerikanischen, aus Heby stammenden Geigerin Katt Hernandez und dem schwedischen Schlagzeuger Raymond Strid. Die Instrumentierung ist bestimmt durch gezupfte und gestrichene Streichinstrumente, verbunden mit Perkussion; so spielte Westgaard eine akustische Stahlsaitengitarre. Der Titel des Albums ist dem weniger bekannten Märchen „Der Ranzen, das Hütlein und das Hörnlein“ der Brüder Grimm entnommen, in dem es um einen von drei Brüdern geht, der sich in den Wald wagt und verschiedene Gegenstände mit magischen Eigenschaften entdeckt, was ihn schließlich zum Herrscher des gesamten Königreichs macht. Westgaard, der dieses Trio ins Leben gerufen hat, sagte in den Liner Notes, dass er die fragilen Klangmöglichkeiten erforschen wollte, „bei denen sich die improvisierte, mit Fingern gezupfte akustische Stahlsaitengitarre, Violine und Schlagzeug gegenseitig ergänzen und wo die Perkussivität des Schlagzeugs und die anhaltenden Töne und Klänge der Violine und … die Gitarre sich irgendwo in der Mitte wiederfindet“.

## Titelliste
- Hein Westgaard / Katt Hernandez / Raymond Strid: The Knapsack, the Hat, and the Horn (Gotta Let It Out GLIO65CD)[2]

1. Hörnlein 3:34
2. Ouvertüre 8:58
3. Sack 4:05
4. Ranzen 6:51
5. Hütlein 3:53
6. Knap 5:04
7. Hathörn 5:04
8. Als Cowboy Verkleidet 3:07
9. Koda 1:08

Die Kompositionen stammen von Hein Westgaard, Katt Hernandez und Raymond Strid.

## Rezeption

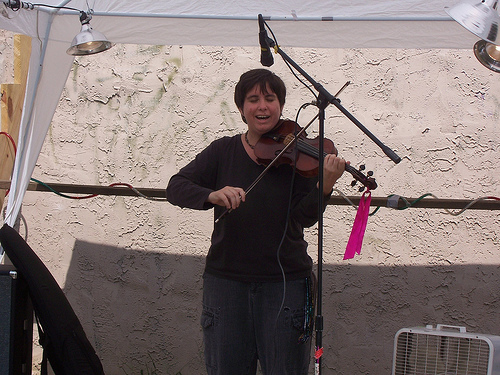
Katt Hernandez (2008)

Das sei Folk-Jazz, der durch den Mixer freier Improvisation gezogen und als starker Drink ausgeschenkt wird, meinte Dave Sumner in Daily Bandcamp, der das Album zu den besten Neuveröffentlichungen des Monats zählte. Es klinge zwar hektisch, aber auch irgendwie friedlich, auf die gleiche seltsame Art und Weise, „wie man mitten im Sturm Ruhe finden kann“. Hein Westgaard, Katt Hernandez und Raymond Strid würden diesen Effekt während der gesamten Session erzeugen.
Hernandez und Strid würden einen lebendigen und gleichzeitig unzeitgemäßen Wald aus Klängen und Melodien erschaffen, reich an psychedelischen und hypnotischen Folk-Motiven (und sogar der Countrymusik ähnlichen auf „Als Cowboy Verkleidet“ [sic]), Kammermusik, freier Improvisation und abstrakten Klanggebilden, schrieb Eyal Hareuveni in Salt Peanuts. Die Dynamik des Trios sei nachdrücklich und demokratisch organisiert, basiere auf intensivem Zuhören und ermögliche es Westgaard, Hernandez und Strid, subtile, melodische Adern zu verweben, die mit einer experimentierfreudigen und experimentellen Klangsuche in Einklang gebracht werden, und das alles mit großer Liebe zum Detail.
Das Album sei eine fesselnde Auseinandersetzung mit freier Improvisation und akustischen Klängen, schrieb Glenn Astarita in All About Jazz. Es tauche ein in eine reichhaltige Klanglandschaft, die Elemente hypnotischer Volksmotive, Kammermusik und abstrakter Klanggebiete vereint und so ein einzigartiges Hörerlebnis schaffe, das sich sowohl experimentierfreudig als auch zutiefst persönlich anfühlt. Die Musik nutze die magischen und transformativen Kräfte der Objekte des Märchens, um die Erforschung des Klangs durch das Trio zu parallelisieren. Westgaards Ziel war es, die heiklen Möglichkeiten der akustischen Improvisation zu erforschen, bei der die Perkussivität des Schlagzeugs und die anhaltenden Töne von Violine und Gitarre ein harmonisches Gleichgewicht finden.
Zusammenfassend sei dieser Ausflug nicht nur eine Erkundung des Klangs, sondern eine Demonstration, wie drei unterschiedliche musikalische Stimmen zusammenkommen können, um etwas Unerwartetes und seltsam Anziehendes zu schaffen.